# Everson Camilo
Everson Camilo (né le 11 février 1985 à Vacaria) est un coureur cycliste brésilien.

## Biographie
En 2015, il est sacré champion du Brésil sur route au mois de juin.
Le 29 juin 2016, la Confédération brésilienne de cyclisme annonce qu'il a été contrôlé positif à plusieurs substances interdites en avril lors du Tour du Rio Grande do Sul. Il est suspendu provisoirement pour une durée de 30 jours.

## Palmarès et résultats

### Palmarès par année
- 2011
  - 2e et 6e étapes des 500 Millas del Norte
  - Volta de Capão
  - 3e des 500 Millas del Norte
- 2013
  - Volta de Brusque
- 2015
  -  Champion du Brésil sur route
  - Tour do Contestado :
    - Classement général
    - 2e étape

  - 3e étape du Tour du Paraguay
  - 3e du Tour du Paraguay
- 2016
  - 2e étape du Tour du Paraguay
  - 5e étape du Tour d'Uruguay
- 2021
  - Giro d'Hernandarias :
    - Classement général
    - 2e (contre-la-montre) et 3e étapes

### Classements mondiaux
| Année            | 2014 | 2015 |
| ---------------- | ---- | ---- |
| UCI America Tour | 325e | 56e  |